# Plesiosorícids
Els plesiosorícids (Plesiosoricidae) foren una família de mamífers euteris prehistòrics de l'ordre dels eulipotifles. Forma la superfamília dels soricoïdeus juntament amb els nictitèrids i els sorícids.
Visqueren a Nord-amèrica i Euràsia, i se n'han trobat fòssils que daten d'entre l'Eocè inferior i el Miocè superior. Els seus parents vivents més propers són les musaranyes.

## Taxonomia
Segons la classificació proposada per Lopatin, 2006 

Família Plesiosoricidae Winge, 1917
- Subfamília Butseliinae Quinet i Misonne, 1965
  - Butselia Quinet i Misonne, 1965 – Oligocè inferior, Europa.
    - Butselia biveri Quinet i Misonne,1965

  - Pakilestes Russell i Gingerich, 1981 – Eocè mitjà, Pakistan.
    - Pakilestes lathrius Russell i Gingerich, 1981 – Eocè mitjà, Pakistan.

  - Ordolestes Lopatin, 2006 – Eocè inferior, Àsia
    - Ordolestes ordinatus Lopatin, 2006 - Bumbanià, Eocè inferior, formació de Naran-Bulak (Mongòlia).
- Subfamília Plesiosoricinae
  - Plesiosorex
    - Plesiosorex aydarlensis
    - Plesiosorex coloradensis
    - Plesiosorex donroosai
    - Plesiosorex evolutus
    - Plesiosorex germanicus
    - Plesiosorex greeni
    - Plesiosorex latidens
    - Plesiosorex schaffneri
    - Plesiosorex soricinoides
    - Plesiosorex styriacus